# Stasimopus purcelli
Stasimopus purcelli là một loài nhện trong họ Ctenizidae. S. purcelli được miêu tả năm 1917 bởi Shirley Cotter Tucker.